# Bajamonte Tiepolo
Bajamonte Tiepolo ou Boemondo Tiepolo, dit le Grand Chevalier (... - Croatie, 1328), est un révolutionnaire italien de la république de Venise, fils du patricien Jacopo Scopulo Tiepolo, petit-fils et arrière-petit-fils des doges Lorenzo Tiepolo et Jacopo Tiepolo. 
En juin 1310, il fut à la tête d'un complot contre le gouvernement de la république sérénissime de Venise : il devait tuer le doge Pietro Gradenigo, dissoudre le grand conseil et le remplacer par une élection annuelle. Le complot fut découvert la veille du jour où il devait éclater : on se battit sur la place Saint-Marc et la victoire resta au doge. Réfugié dans son palais, Tiepolo se rendit en échange de la vie sauve et mourut en exil. 
Sa conspiration fut à l'origine de la création du conseil des Dix, d'abord provisoire puis rendu permanent.
Exilé, il mourut vers 1328 en Croatie.